# جوزپه اوگنا
جوزپه اوگنا (ایتالیایی: Giuseppe Ogna; ۵ نوامبر ۱۹۳۳ – ۸ مهٔ ۲۰۱۰) دوچرخه‌سوار اهل ایتالیا بود.
وی در مسابقات کشوری و بین‌المللی در مجموع برندهٔ ۱ مدال طلا، ۱ مدال برنز شده‌است.